# Tatort: Tödlicher Einsatz
Tödlicher Einsatz ist die 733. Episode der Krimireihe Tatort und eine Produktion des SWR in Zusammenarbeit mit Maran Film. Die Erstausstrahlung erfolgte am 10. Mai 2009 im Ersten Deutschen Fernsehen. Das Ludwigshafener Ermittlerduos Lena Odenthal (Ulrike Folkerts) und Mario Kopper (Andreas Hoppe) müssen in dieser Episode einen Mord klären, bei dem das SEK involviert ist.

## Handlung
Das SEK muss zu einem Einsatz, bei dem ein Drogendeal abläuft. Beim Schusswechsel wird einer der Täter verletzt, kann aber entkommen, der zweite wird festgenommen. Odenthal und Kopper werden zum Hafen beordert, weil eine der Einsatzkräfte erschossen wurde. Kopper bemerkt, dass am Tatablauf etwas nicht stimmen kann. Unterdessen macht der Einsatzleiter des SEK, Thomas Renner, Karsten Engelhard Vorwürfe, dass er schuld wäre am Tod von Andy, da er nicht geschossen hatte, obwohl der Flüchtige direkt vor ihm war.
Von dem festgenommenen Roman Fritsch erfahren die Ermittler den Namen seines Komplizen und suchen ihn an einem bekannten Drogenbeschaffungsplatz. Sie können Florian Weigold tatsächlich ausfindig machen, aber er flüchtet in den Containerhafen. Da er angeschossen wurde, sucht Florian Hilfe bei seinem Vater, den er über zwei Jahre nicht gesehen hat. Er gesteht ihm, dass er eine Tankstelle überfallen hat und unbedingt einen Entzug machen will. So bringt Peter Weigold ihn in einem alten Schlachthof unter und schließt ihn dort ein. Die Ermittler suchen Weigold auf und informieren ihn, dass sein Sohn einen SEK-Beamten erschossen hätte und dass sie ihn suchen. Sie sehen sich in Florians Zimmer um und finden ein Foto mit ihm und einem Schulfreund, den sie als den SEK-Beamten Karsten Engelhard erkennen. Sie konfrontieren Engelhard mit dem Foto und er gibt zu, dass er auf seinen Schulfreund einfach nicht schießen konnte.
Der Kriminaltechniker findet heraus, dass der Schuss, den Karsten Engelhard im Verlauf der Verfolgung von Florian abgegeben hat, von einem anderen Waffentyp stammte als die SEK-Leute eigentlich benutzen. So ist es möglich, dass eine Zweitwaffe benutzt wurde. Odenthal bekommt vom Chef des SEK Ärger, weil sie auch gegen seine Leute ermittelt. Das kümmert sie aber nicht weiter, sondern sie fährt zu Andy Zieglers Witwe und erfährt dort einige Details. Sie spricht über beginnende Probleme zwischen ihr und ihrem Mann, er hätte sich seit sechs Monaten irgendwie verändert und sei immer verschwiegener geworden. Odenthal befragt Thomas Renner nach den Veränderungen bei Ziegler und ob das etwas mit den Einsätzen zu tun haben könnte. Er sagt, dass Ziegler im Einsatz in Notwehr einen Mann erschossen hatte und dass ihn das ziemlich mitgenommen hat.
Kopper führt eine Spur in eine Szenenkneipe, dort gab es vor kurzem eine Schlägerei mit einem SEK-Beamten. Er befragt Sandro, dem die Prügelei galt, und es stellt sich heraus, dass er der Freund von Christian Howald ist, einem der SEK-Beamten, und dieser hatte ihn verprügelt, weil der ihn zu öffentlich umarmt hat. So wurde auch ausgerechnet Howalds Zweitwaffe als mögliche Tatwaffe analysiert, da sie das passende Kaliber hat. Das könnte heißen, dass ein homosexueller SEK-Beamter bei solch einem Einsatzgebiet ziemliche Probleme bekommen kann. In so einer Männergesellschaft kann man sich nicht als homosexuell outen. Ziegler hatte die innige Umarmung gesehen und aus Angst, dass er Howald verraten könnte, wurde er vielleicht von ihm umgebracht.
Den SEK-Leuten geht die Suche nach dem Mörder an ihrem Kollegen zu langsam, darum pressen sie aus dem inzwischen aus der U-Haft freigelassenen Roman Informationen über den Kleindealer Tobias heraus. Diesen bedroht einer von ihnen ebenfalls, sodass er verspricht, sofort Bescheid zu geben, sobald sich Florian meldet. Da Florian seinen selbstverordneten „kalten Entzug“ nicht durchsteht, ruft er Tobias an, dass er unbedingt Drogen braucht. So gibt Tobias den SEK-Leuten Bescheid und diese fahren sofort zu dem alten Schlachthof. Kopper und Odenthal wurden inzwischen von dessen Sekretärin zu Weigold gerufen, weil dieser sich – nach einer Rangelei mit seinem Sohn – mit einer Waffe und Blut am Hemd in seinem Büro eingeschlossen hat. Er bringt die beiden zum Versteck seines Sohnes. Als die Ermittler am Schlachthof eintreffen, sind bereits die SEK-Beamten dort und haben Florian schon zu Boden gestreckt. Odenthal und Kopper kommen gerade dazu, als Renner, der Florian die Mordwaffe in die Hand gedrückt hat, Karsten Engelhard bedroht; sie nehmen Renner fest. Dessen Motiv, Ziegler zu erschießen, hatten Odenthal und Kopper kurz zuvor von einem Psychologen erfahren. Dort war der getötete SEK-Mann in psychologischer Behandlung gewesen, da der vor einem halben Jahr von ihm abgegebene Schuss eine Panikreaktion und keine Notwehr war und er sich seinem Dienst nicht mehr gewachsen sah. Er wollte die Truppe verlassen, aber Thomas Renner, der stolz war auf „seine große Familie“ und Ziegler damals durch eine Falschaussage gedeckt hatte, konnte das nicht zulassen und hat diesen erschossen, als sich bei dem Einsatz die Gelegenheit dazu bot.

## Hintergrund

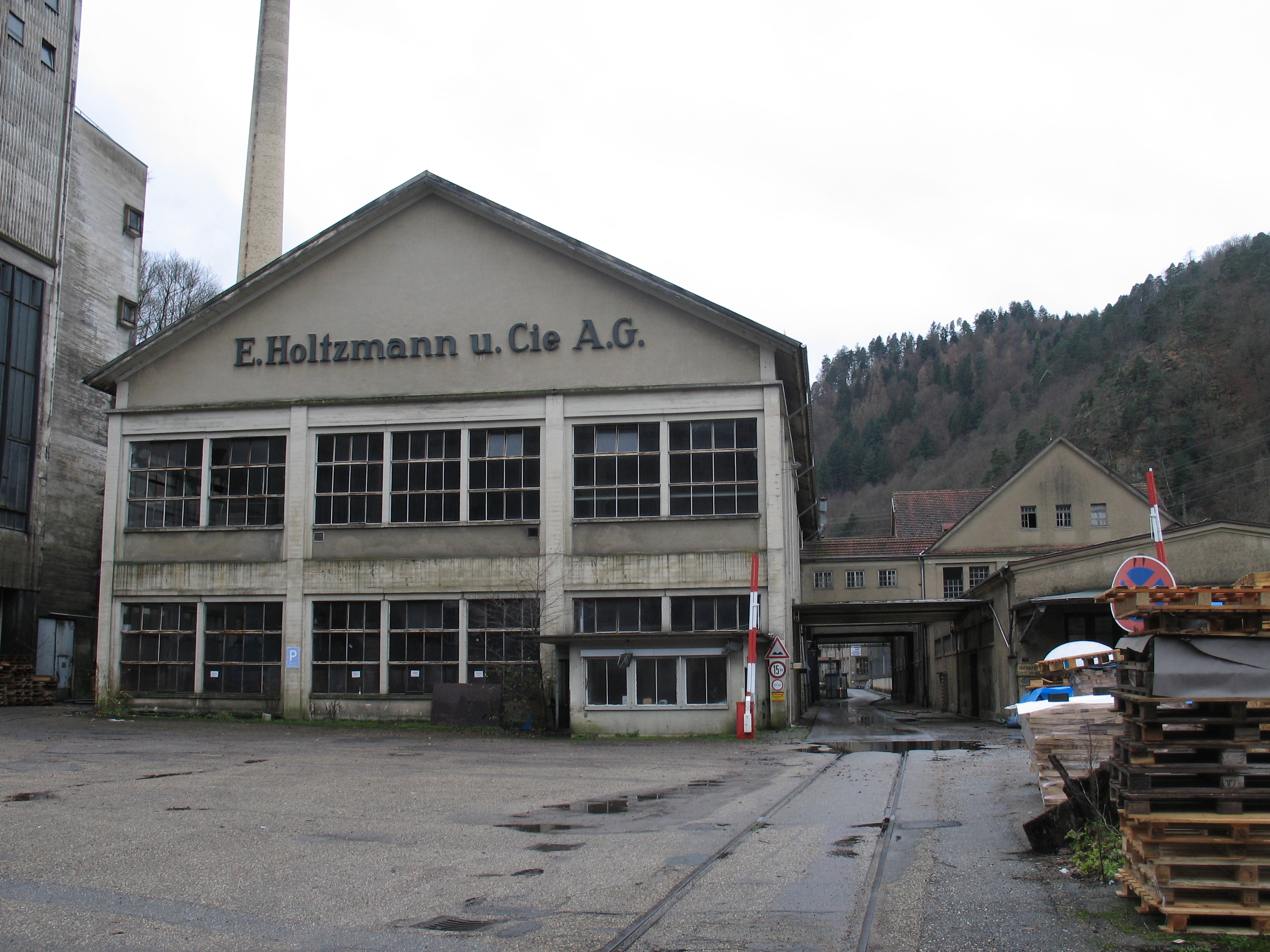
Ehemalige Papierfabrik bei Weisenbach

Unter dem Arbeitstitel Die Spezialeinheit wurde diese Tatortfolge bereits Mitte 2007 in Ludwigshafen, Baden-Baden und Umgebung sowie Karlsruhe gedreht. Für den SEK-Einsatz wurde in einer ehemaligen Papierfabrik in Weisenbach im Murgtal gedreht.
Bei der Erstausstrahlung am 10. Mai 2009 verfolgten in Deutschland 6,89 Millionen Zuschauer die Sendung, was einen Marktanteil von 21,9 Prozent entsprach.

## Kritik
„Plakativ inszeniert Regisseur Bodo Fürneisen die Entgiftung des flüchtenden Junkies Florian (wechselt großartig vom diabolischen Süchtigen zum zitternden Elendshäuflein: Mirco Kreibich). Wie ein Opfertier auf der Schlachtbank vegetiert er in einem ehemaligen Schlachthof mit Neonlicht und weißen Fliesen, ein Ort, in dem einen auch ohne kalten Entzug das Grauen beschleicht.“

„Ein bisschen Selbstjustiz, ein bisschen Männerliebe und wenn gar nichts mehr half, bekam die Kommissarin Herzbeschwerden. Die Action wirkte hölzern, die 1000 Mal gehörten Dialog-Phrasen waren kaum erträglich und einen Entzug realistisch darzustellen ist immer ein Drahtseilakt. Schlechtere „Tatorte“ muss es wohl auch geben, damit die guten als solche erkannt werden können. Aber etwas mehr Sorgfalt hätte man sich schon gewünscht. Fürneisen, ein Mann für Krimi-Kammerspiele und gediegenes TV-Drama, war der falsche Mann am falschen Ort. Dieses aktionsintensive, schwache Drehbuch hätte nur ein genreästhetisch versierter Regisseur retten können.“

„Der konventionell gestrickte Fall gibt vor, das Innenleben des SEK zu sezieren, lässt dabei aber kaum ein Klischee aus. Ganz okay, aber mit wenig Raffinesse.“

## Auszeichnungen
Mirco Kreibich erhielt für seine Rolle als rauschgiftabhängiger Mordverdächtiger in Tödlicher Einsatz 2010 den Günter-Strack-Fernsehpreis.